# Sancha von Kastilien
Sancha von Kastilien (katalanisch: Sança de Castella, spanisch: Sancha de Castilla; * 21. September 1154/55; † 9. November 1208 in Villanueva de Sigena) war von 1174 bis 1208 eine Königin von Aragón als Ehefrau des Königs Alfons II. dem Keuschen.

## Leben

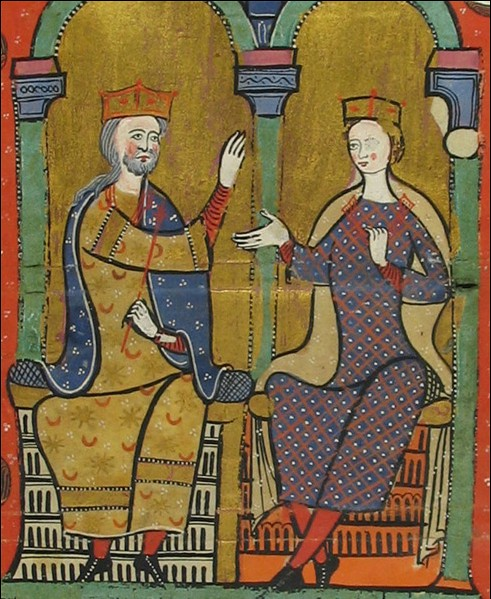
Alfons II. von Aragón und Sancha von Kastilien, dargestellt im Liber Feudorum Maior, spätes 12. Jahrhundert.

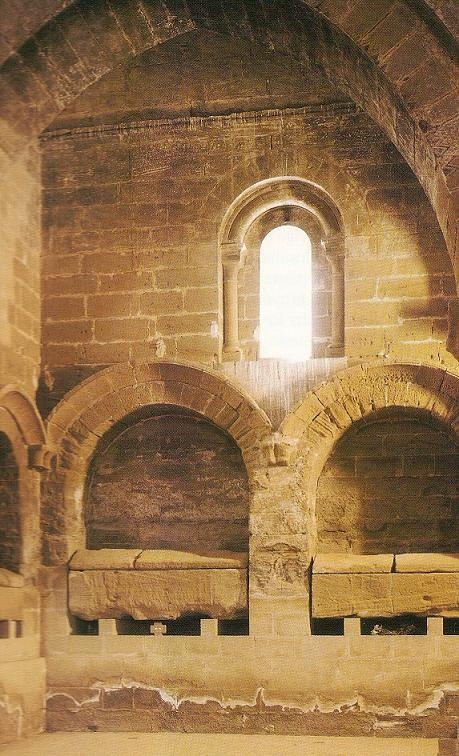
Die Särge von Peter II. von Aragón und der Sancha von Kastilien im Kloster von Sigena.

Sancha war das einzige überlebende Kind des Königs Alfons VII. von León-Kastilien († 1157) aus dessen zweiter Ehe mit Richeza von Polen. Sie wurde von ihrem Neffen Alfons VIII. am 18. Januar 1174 in Saragossa mit Alfons II. von Aragón verheiratet, der zu diesem Anlass auch die Schwertleite erhielt. Diese Ehe sollte das bereits 1170 ausgehandelte Bündnis zwischen Kastilien und Aragón dynastisch besiegeln. Aus der Ehe gingen mindestens acht Kinder hervor, deren Geburtsdaten allerdings nicht überliefert sind:
- Peter II. der Katholische (* um 1176/77, † 12. September 1213), König von Aragón und Graf von Barcelona.
- Konstanze († 23. Juni 1222).
  - 1. ⚭ 1198 mit König Emmerich von Ungarn († 1204).
  - 2. ⚭ 1208 mit Friedrich II., König von Sizilien und römisch-deutscher Kaiser († 1250).
- Alfons II. († Februar 1209), Graf von der Provence.
- Eleonore († Februar 1226).
  - ⚭ 1204 mit Graf Raimund VI. von Toulouse († 1222).
- Sancha († nach 1241).
  - ⚭ 1211 mit Graf Raimund VII. von Toulouse († 1249).
- Ferdinand († 1249), Abt der Zisterzienserabtei von Montearagón.
- Raimund Berengar († ?).[2]
- Dulcia († ?), Nonne in Santa María von Sigena.[2][3]

Bekannt geworden ist Sancha durch die von ihr maßgeblich geförderte Gründung der Hospitaliterabtei Santa María von Sigena (beim heutigen Villanueva de Sigena), die wohl im Frühjahr 1188 erfolgte. Bereits im Oktober 1187 hatte sie in einem Tauschgeschäft mit dem Orden vom Hospital des heiligen Johannes von Jerusalem die Güter von Sigena, Sena und Urgellet unter der Bedingung erworben, sie als Fundament einer Klostergründung zu verwenden, die für die aragónesischen und katalanischen Ordensschwestern erbaut werden sollte. Der Bischof von Huesca hatte das Kloster angeblich am 21. April 1188 konsekriert, worauf am 23. April die ersten 13 Ordensschwestern, darunter Sanchas jüngste Tochter Dulcia, das Ordensgelübde ablegen konnten. Noch im selben Monat ließ ihr Mann dem Kloster die erste große Landschenkung zukommen, wobei er Sancha zu diesem Anlass als „Herrin“ (dominatrix) von Sigena bezeichnete.
Im Testament ihres Mannes vom April 1196, der kurz darauf gestorben war, wurde Sancha mit der Vormundschaftsregierung für ihren Sohn Peter II. betraut, die sie bis zum Erreichen seines zwanzigsten Lebensjahrs wahrnehmen sollte. Dieser Zeitpunkt war offenbar im Frühjahr 1197 erreicht, da sie am 23. April dieses Jahres erstmals selbst als Nonne von Sigena urkundlich dokumentiert ist. Trotz des Rückzugs in ein Klosterleben geriet Sancha in den folgenden Jahren mit ihrem Sohn in Streit über die Güter ihres Wittums, die ihr einst von ihrem Mann übertragen worden waren. Obwohl Alfons II. in seinem Testament, dessen Bestimmungen von Papst Coelestin III. anerkannt worden waren, verfügt hatte, dass ihr Wittum an Peter II. anlässlich seiner Mündigkeit zu übergeben sei, wollte sie darauf nicht verzichten. Im Streit mit ihrem Sohn hatte sie die Unterstützung ihres Neffen Alfons VIII. von Kastilien, der über seine Tante seinen Einfluss auf Aragón zu wahren hoffte. Letztlich konnte der Streit erst nach einer Intervention Papst Innozenz’ III., um die Sancha ersucht hatte, im Jahr 1201 vertraglich beigelegt werden. Im Jahr 1205 hatte sich Sanchas Tochter Konstanze, verwitwete Königin von Ungarn, in Sigena einquartiert, die wahrscheinlich auch hier im Oktober 1208 in einer Ferntrauung mit König Friedrich von Sizilien verheiratet wurde.
Sancha tritt letztmals am 6. November 1208 in Sigena als urkundliche Zeugin auf. Bereits am 15. November tätigte ihr Sohn in Sigena eine Schenkung an einen ihrer Dienstmannen, als Honorierung seiner langjährigen Dienste für seine Mutter, die zu diesem Datum wohl schon gestorben war. In Berufung auf das nicht mehr im Original erhaltene Klosternekrolog wird ihr Tod in der Regel auf den 9. November 1208 datiert. Sie wurde in Sigena bestattet, wo 1217 auch ihr bereits 1213 gefallener Sohn beigesetzt wurde.